# 안노본주

안노본주

안노본주(스페인어: Annobón)는 적도 기니의 주로, 주도는 산안토니오데팔레이다. 면적은 17 Km2이고, 인구는 5,232 명(2015년 기준)이다. 안노본섬에 위치하고 있으며 기니만과 접한다. 상투메 프린시페의 남쪽에 위치하고 있다.

## 같이 보기
- 적도 기니의 행정 구역